# Art eròtic

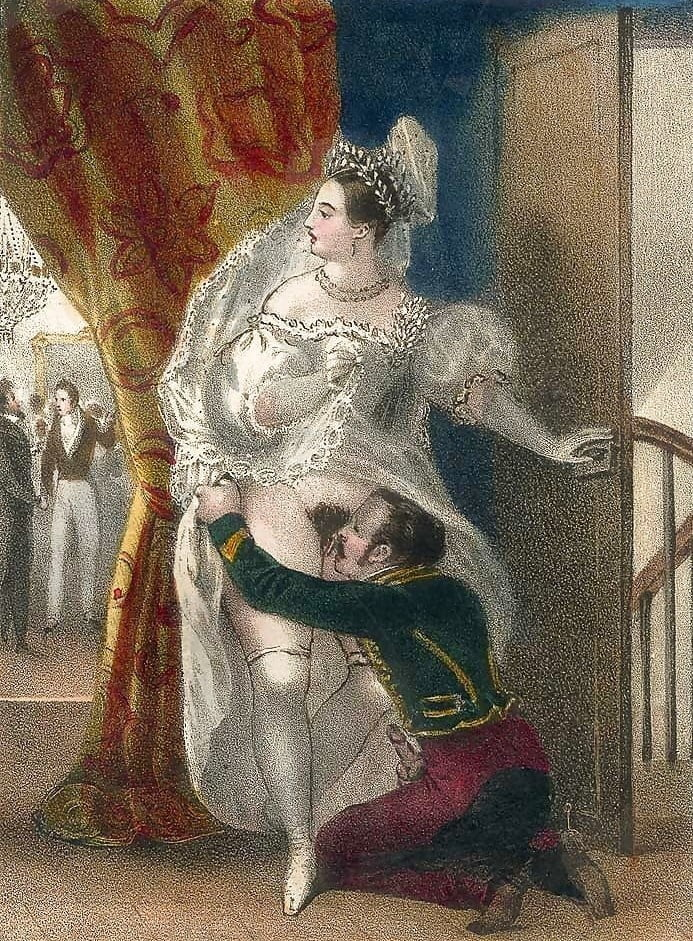
A l'aquarel·la llibertina, d'Achille Devéria, l'escena eròtica explícita té lloc clandestinament al darrere d'una festa "respectable" que es veu al fons.

L'art eròtic abasta qualsevol obra artística que pretengui provocar una excitació sexual eròtica o que descrigui escenes de relacions sexuals. Inclou pintures, gravats, dibuixos, escultures, fotografies, música i escriptura.

## Definició
És difícil definir l'art eròtic, donat que les percepcions del que és eròtic i el que és art fluctuen. L'escultura d'un fal·lus a algunes cultures africanes es pot considerar un símbol de poder, tot i que no obertament eròtic.
A més, sovint es fa una distinció entre l'art eròtic i la pornografia (que també descriu escenes d'actes sexuals i pretén provocar una excitació sexual eròtica, però que normalment no se'l considera art). La distinció pot estar en el propòsit i el missatge: l'art eròtic serien aquelles peces amb vocació d'obres d'art, que tenen elements formals de l'art i que recorren a altres obres d'art històriques, mentre que la pornografia també pot fer ús d'aquestes eines, però té com a intenció primordial l'excitació sexual d'algú. En qualsevol cas, aquests elements de distinció són molt subjectius.
Per exemple, el jutge Potter Stewart del Tribunal Suprem dels Estats Units, en intentar explicar la pornografia "dura", o què és obscè, va escriure: "Avui no seguiré intentant definir quina mena de material entenc que en forma part... però el reconec quan el veig..."

## Històric

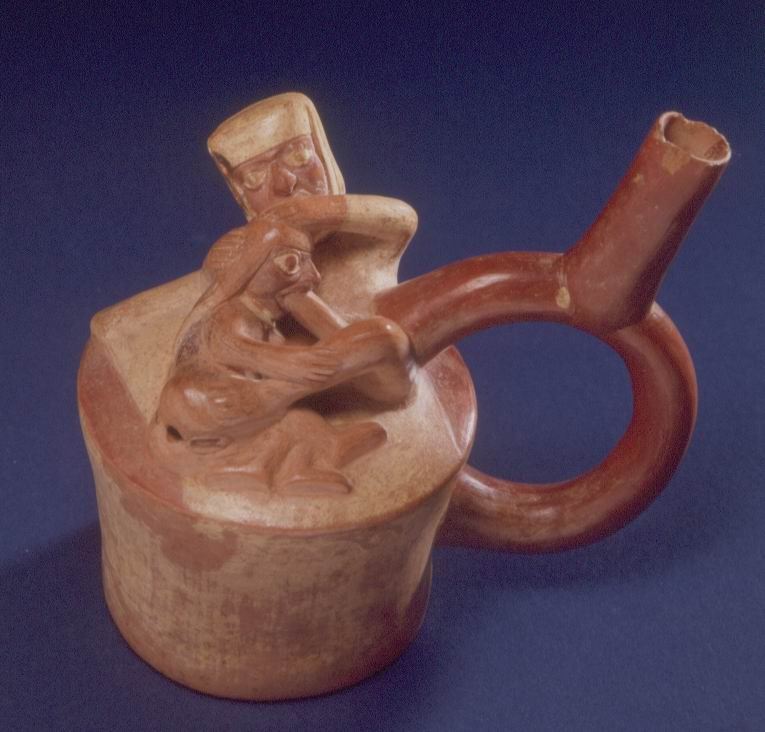
Ceràmica mochica que representa una fel·lació. 200 aC, Col·lecció del Museu Larco

Entre els exemples més antics de representacions eròtiques que ens han arribat hi ha pintures i talles del Paleolític, però moltes cultures han creat art eròtic. Els antics grecs pintaven escenes sexuals a les seves ceràmiques, moltes de les quals són famoses per ser unes de les més antigues representacions de relacions sexuals entre persones d'un mateix sexe i de pederàstia, i hi ha nombroses pintures sexualment explícites a les parets de l'edificis romans de Pompeia. Els mochica del Perú són un altre poble antic que esculpia escenes explícites de sexe a la seva terrisseria. Hi ha tota una galeria dedicada a la ceràmica eròtica precolombina (cultura mochica) a Lima, al Museu Larco.
A més, hi ha hagut una llarga tradició de pintura eròtica a les cultures orientals. Al Japó, per exemple, els shunga van aparèixer en el segle xiii i van seguir creixent en popularitat fins a finals del segle xix, quan es va inventar la fotografia. De manera similar, l'art eròtic de la Xina va assolir el seu cim popular durant l'última part de la dinastia Ming. A l'Índia, el famós Kama Sutra és un antic manual sexual que encara és força llegit a tot el món.
A Europa, a partir del Renaixement, hi havia una tradició de produir art eròtic per al divertiment de l'aristocràcia. A principis del segle xvi, el text I Modi era un àlbum de xilografies creat pel dissenyador Giulio Romano, el gravador Marcantonio Raimondi i el poeta Pietro Aretino. El 1601 Caravaggio va pintar l'Amor Vincit Omnia per a la col·lecció del marquès Vincenzo Giustiniani. Van continuar aquesta tradició altres pintors més moderns com ara Fragonard, Courbet, Millet, Balthus, Picasso, Edgar Degas, Toulouse-Lautrec i Egon Schiele, que va estar un temps empresonat i les autoritats li van destruir unes quantes obres per ofendre els bons costums austríacs del canvi de segle amb les seves representacions de joves nues.
Durant el segle xix, malgrat la persecució de les obres eròtiques, els hòmens de classes benestants utilitzaven l'enginy per a poder gaudir de l'art eròtic. Un exemple és el cicle de 36 il·lustracions eròtiques Les Portes et Fenêtres, publicat en format de llibre cap al 1835, que conté dos fulls sobreposats on el superior conté una porta que li permet veure l'escena eròtica.
En el segle XX la fotografia va passar a ser el mitjà més interessant per a l'art eròtic. Editors com Taschen van fer una exposició democràtica d'obres d'art eròtiques i fotografia eròtica. Els llibres de Taschen incloïen a l'artista Hajime Sorayama, a qui els seus col·legues qualifiquen com un encreuament entre Norman Rockwell i Dalí, o un imaginatiu Vargas d'avui en dia. Les obres robòtiques de Sorayama estan a col·leccions permanents del MOMA i del Smithsonian Institution, així com a les col·leccions privades del WEAM Museum. Les seves obres shunga van aparèixer en una sèrie de casos de la cort federal des del 2005 al 2010, sempre acabant amb decisions favorables als drets de Sorayama (citant el United States Bankruptcy Appellate Panel del 9è Circuit: BAP No. CC-09-1108-MoPaH).

## Modern
Avui, els artistes eròtics prosperen, tot i que en alguns cercles gran part del gènere encara no és prou acceptat com ho són els gèneres més corrents de l'art, com ara els retrats o els paisatges. Durant aquests últims segles, la societat ha ampliat la seva visió del que es pot considerar art, i durant el segle xix s'han desenvolupat uns quants estils nous com ara l'impressionisme i el realisme. Això ha donat als artistes actuals una àmplia varietat de gèneres d'entre els quals es pot triar, inclosos: la fantasia, el pinup, l'horror, el fetitxe, els còmics, l'anime, el hentai, i molts altres gèneres nínxol, tots ells amb elements eròtics.
Les clàssiques pin-ups de l'època de les guerres com les obres d'Alberto Vargas, Gil Elvgren i Baron Von Lind, són encara tan populars com els seus contemporanis: Greg Hildebrandt, Olivia De Berardinis, Hajime Sorayama, Alain Aslan, i altres.
L'acceptació i la popularitat de l'art eròtic ha empès el gènere cap al corrent principal de la cultura pop i ha creat moltes icones famoses. Hi ha força probabilitats que hàgiu vist el treball de Frank Frazetta, Luis Royo, Boris Vallejo, Chris Achilleos, Clyde Caldwell, o il·lustracions d'un bon nombre d'altres artistes contemporanis.
George Quaitance és un dels pioners de l'art de tematica homoeròtica.

## Normes legals
Que un exemple d'art eròtic sigui obscè o no ho sigui depèn dels costums de la comunitat en el que es mostri.
Als Estats Units, la normativa de 1973 del Tribunal Suprem dels Estats Units pel cas Miller v. California va establir un test de tres passos per determinar què era obscè –i per tant no protegit– i què era només eròtic i, per tant, protegit per la Primera Esmena.

En dictar aquesta opinió, el president del tribunal Warren Burger va escriure: 

Les guies bàsiques per al jurat han de ser: (a) si "la persona mitjana, aplicant els costums comunitaris contemporanis" trobaria que l'obra, presa com un tot, apel·la a interessos lascius, (b) si l'obra representa o descriu, d'una forma clarament ofensiva, una conducta sexual específicament definida per la legislació estatal vigent; i (c) si l'obra, presa com un tot, està mancada d'un seriós valor literari, artístic, polític o científic.

Com que això encara és, gairebé per necessitat, molt més vague que altres tests judicials de la jurisprudència dels Estats Units, no ha reduït els conflictes que sovint en resulten, especialment per les ambigüitats referents al que són els "costums comunitaris contemporanis". S'han trobat similars dificultats per a distingir entre art eròtic i obscenitat a pràcticament tots els sistemes legals del món.

## Galeria

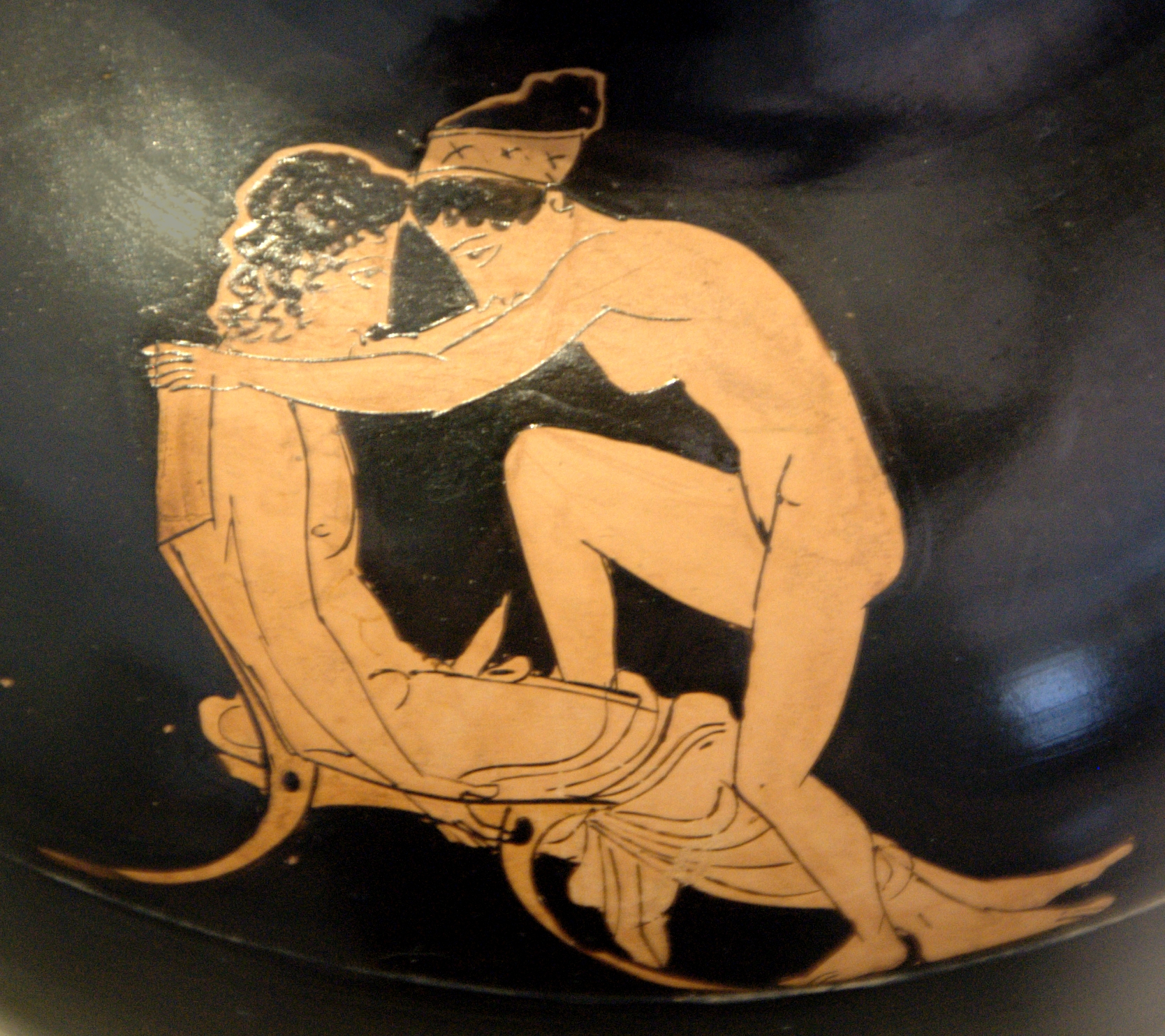
Enòcoa del pintor de Shuvalov, c. 430-420 BC
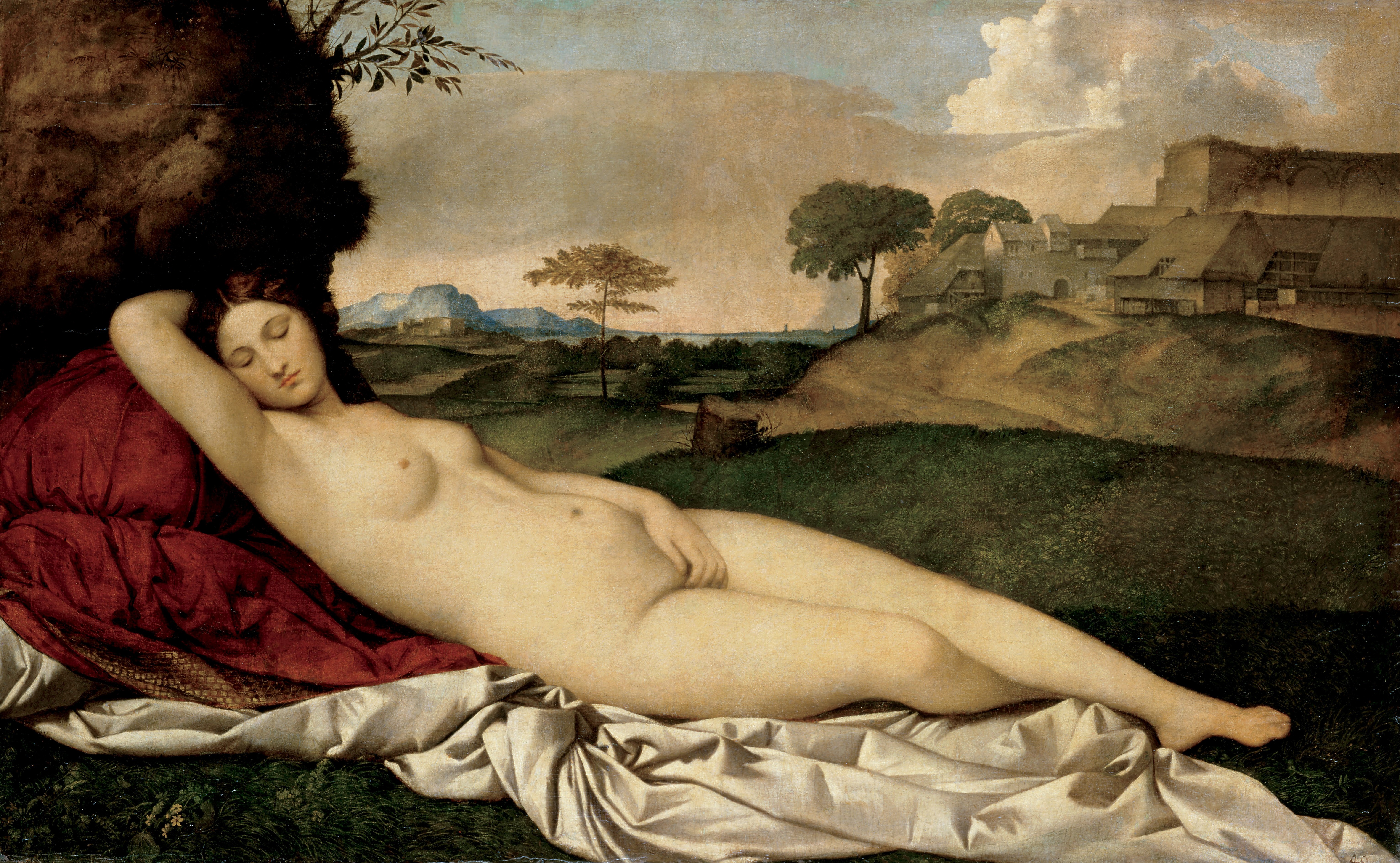
Giorgione, Venus adormida, 1501.
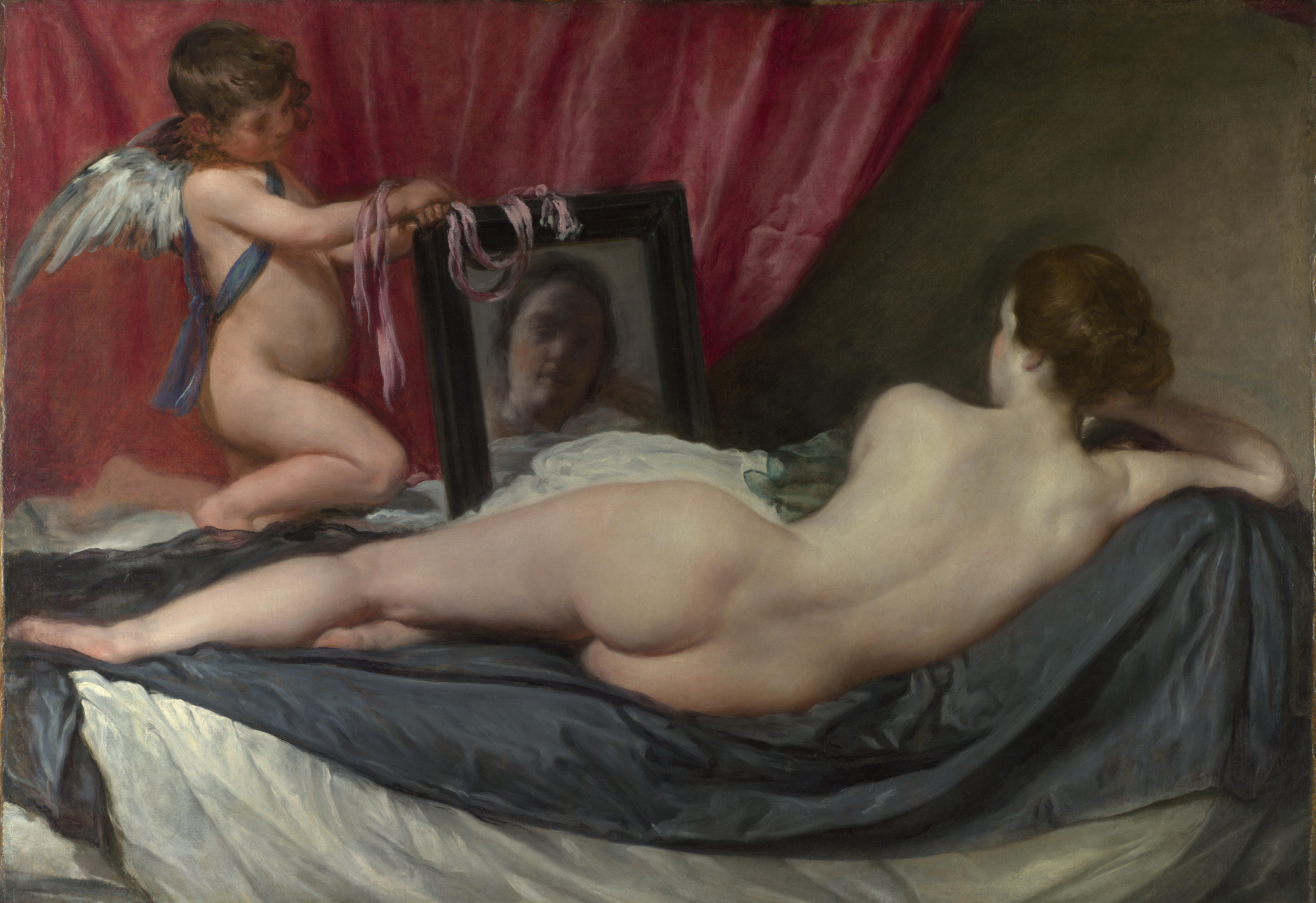
Diego Velázquez, Venus del mirall, c. 1647–51.
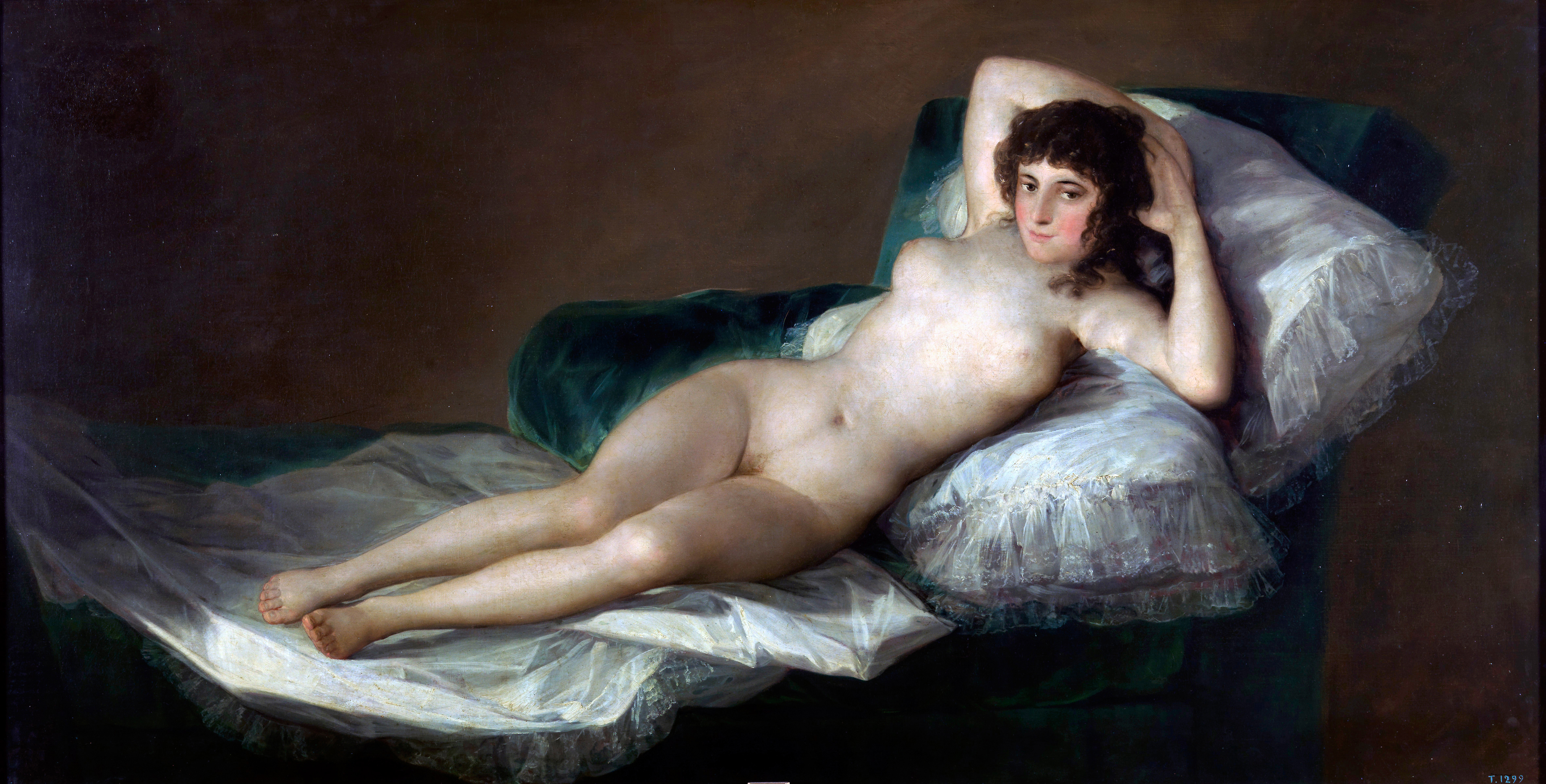
Francisco de Goya, La maja nua, c. 1799-1800.
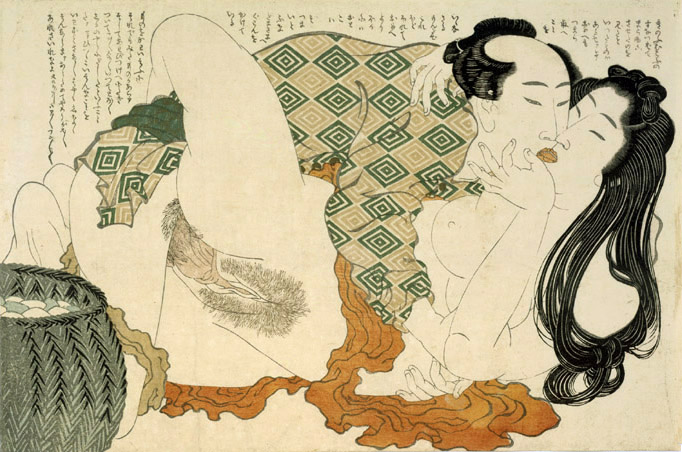
Hokusai, La planta d'Adonis (Fukujusô), 1815.
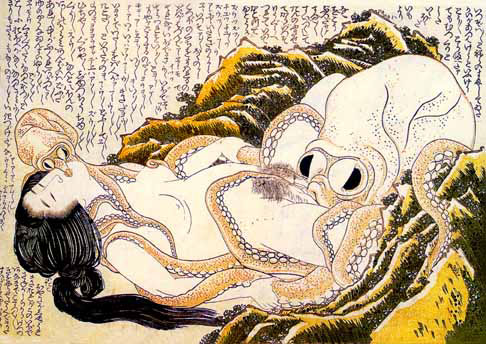
Hokusai, El somni de la dona del pescador, c. 1820.
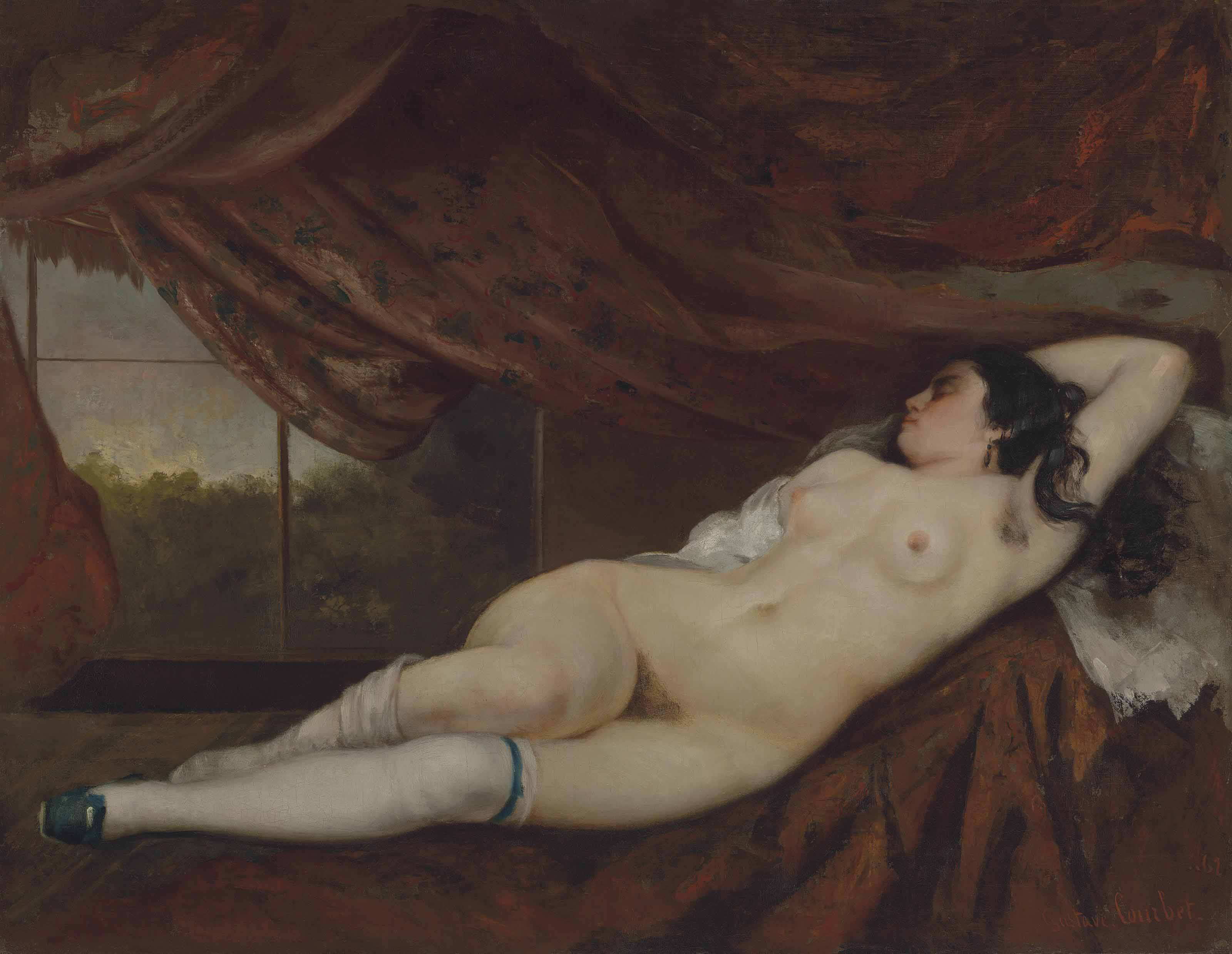
Gustave Courbet, Femme nue couchée, 1862.
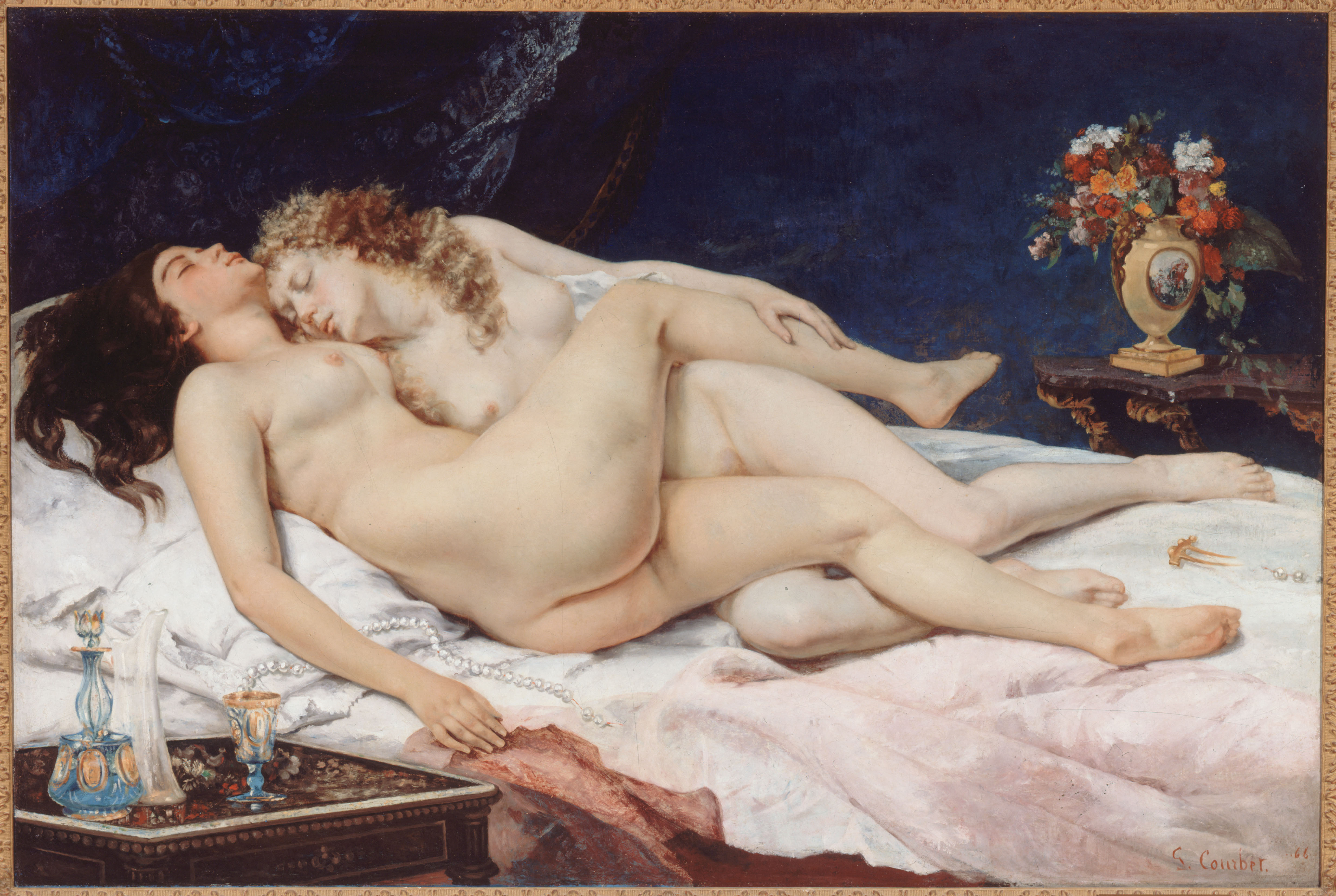
Gustave Courbet, Le Sommeil (El son), 1866.
Gustave Courbet, L'origen del món, 1866.
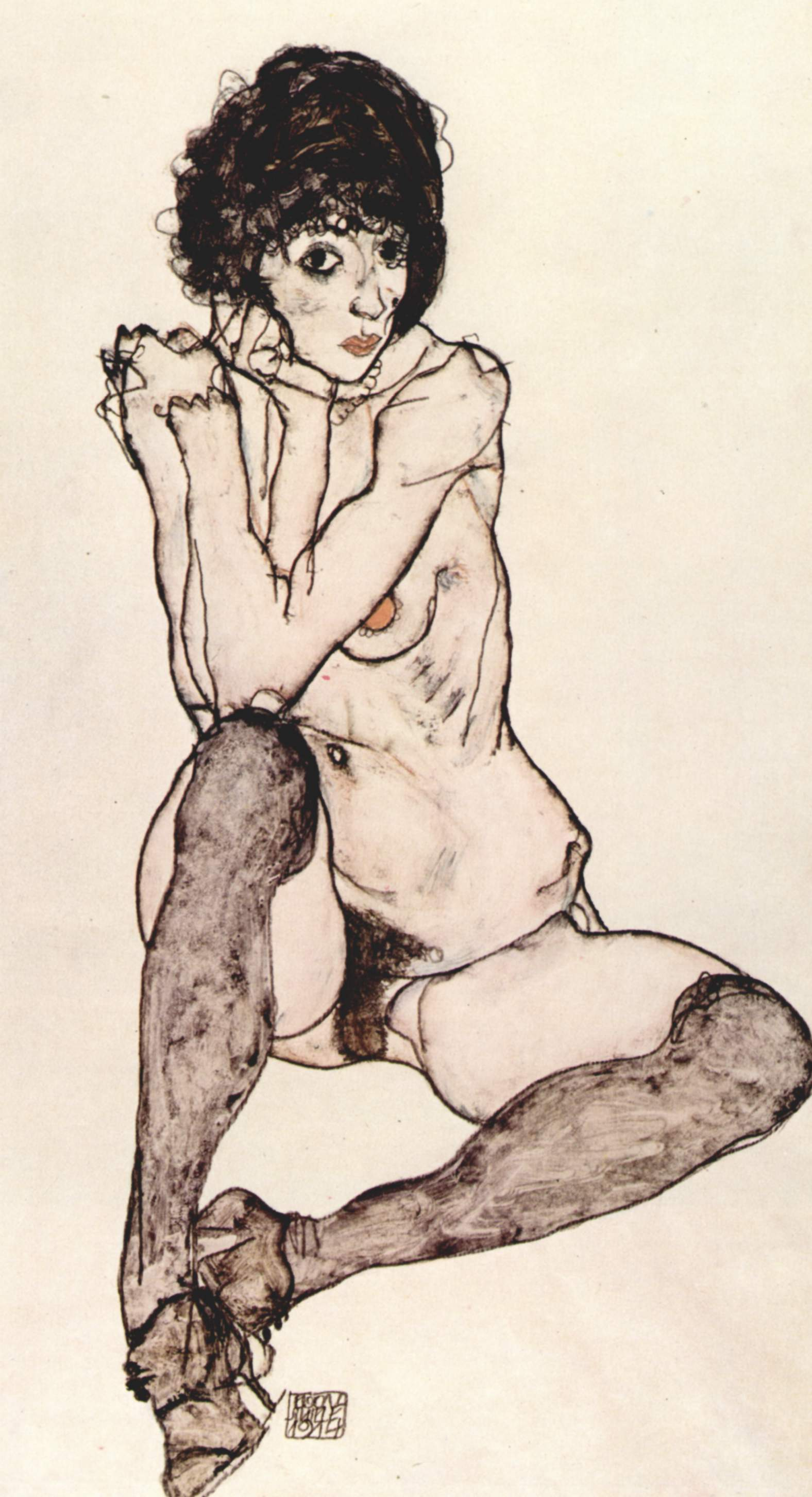
Egon Schiele, nu sense títol, 1914.
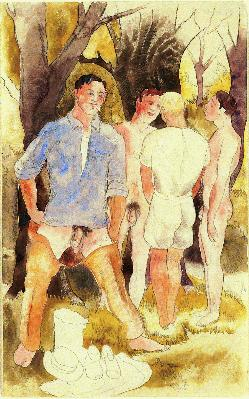
Charles Demuth, Quatre figures masculines, c. 1930.
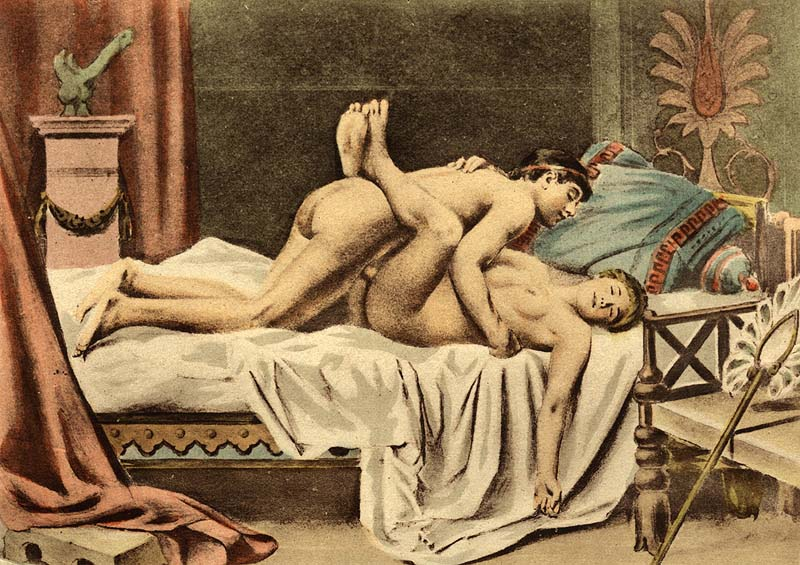
Art eròtic d'Édouard-Henri Avril.
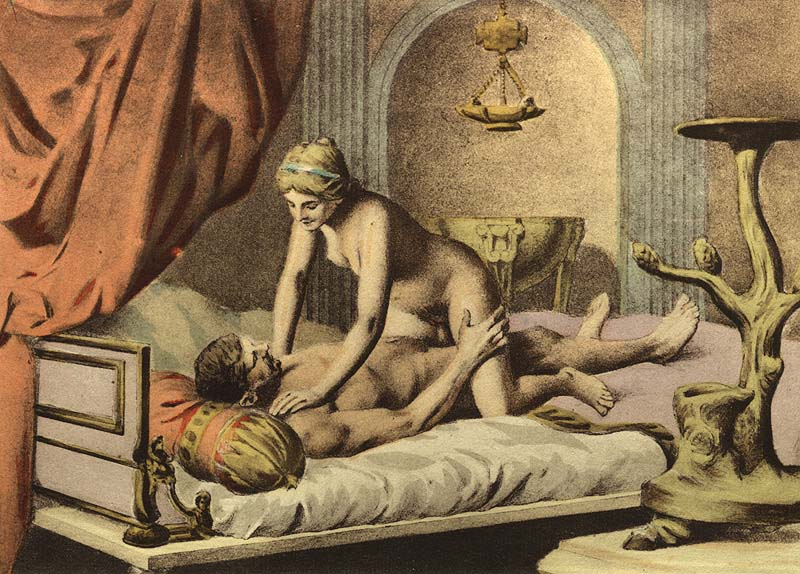
Art eròtic d'Édouard-Henri Avril.
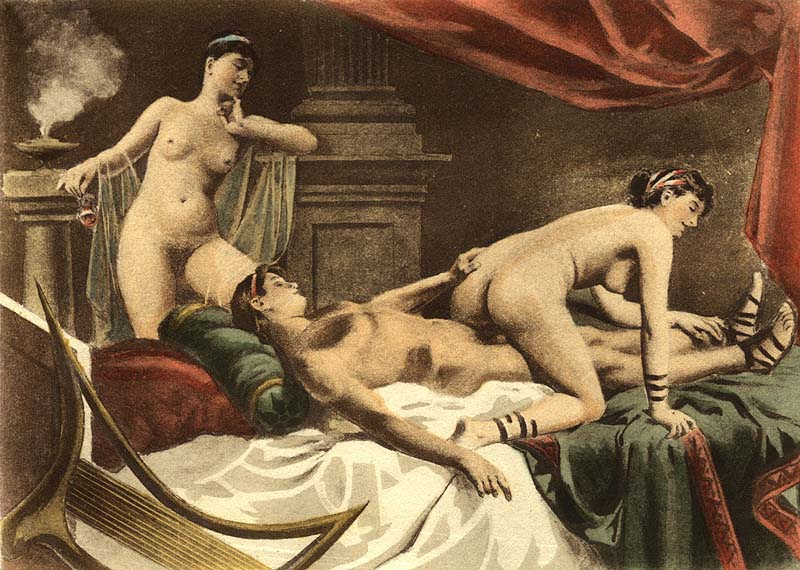
Art eròtic d'Édouard-Henri Avril.
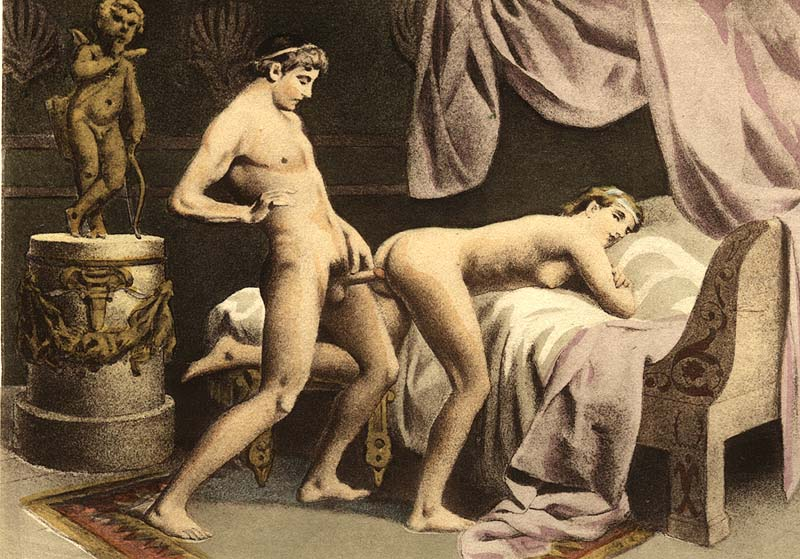
Art eròtic d'Édouard-Henri Avril.
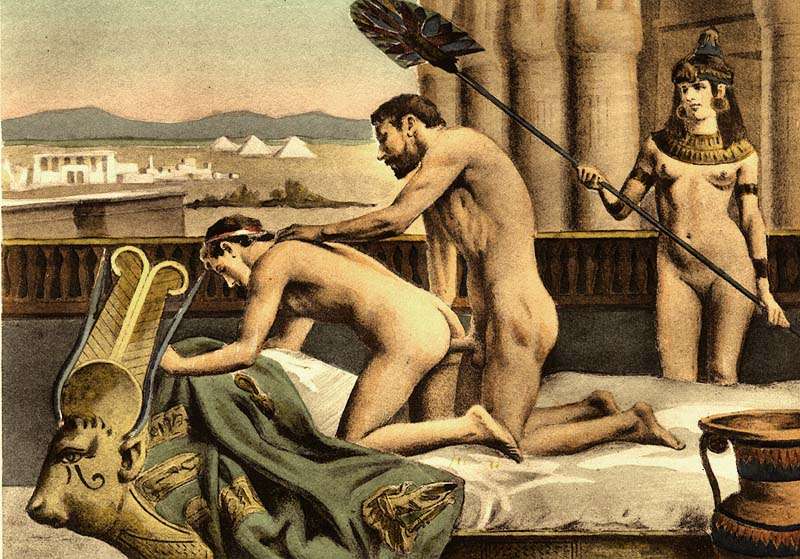
Art eròtic d'Édouard-Henri Avril.